# Das Ende vom Anfang (O’Casey)
Das Ende vom Anfang (Originaltitel: The End of the Beginning) ist eine Komödie in einem Akt des irischen Dichters Seán O’Casey. Die Uraufführung erfolgte am 7. Februar 1937 im Abbey Theatre in Dublin (Irland). 

## Handlung
Während Lizzi Berrill bereits mit frohen Liedern auf den Lippen in der Küche den Fußboden aufwischt, bügelt und heißes Wasser zum Rasieren in die Schlafstube ihres Mannes bringt, hört man von dort nur ein lautes Schnarchen. Als Darry Berrill dann später in die Küche kommt, um sich darüber zu beschweren, dass sein Rasierwasser inzwischen kalt geworden ist, sagt sie ihm, dass er sich ja neues holen könne. Das war keine gute Idee, denn dabei verbrennt er sich am Wasserkessel die Finger und schlägt dann mit dem Kopf an die Abzugshaube. Damit hat seine Laune bereits am frühen Morgen schon einen Tiefpunkt erreicht und da seine Frau immer noch gute Laune hat, beginnt er erneut mit einem schon lange schwelenden Streitthema. Er behauptet, dass er mit der Hausarbeit dreimal so schnell fertig werden würde und dann schon nicht mehr wüsste, was er weiter machen solle. Da Lizzi ihm das aber nicht glaubt, will er schon seit geraumer Zeit mit ihr tauschen, was sie aber bisher immer abgelehnt hat. Heute ist sie aber anderer Meinung und will seine Arbeit als Bauer erledigen, während Darry die Hausarbeit übernimmt. Bevor er sich das noch anders überlegen kann, ist sie aus dem Haus verschwunden, um die Wiese zu mähen, aber nicht ohne vorher die Hoffnung auszudrücken, dass wenigstens die vier Wände des Hauses noch stehen, wenn sie zurückkommt.
Die Glocke des Kirchturms schlägt acht Mal und Darry muss feststellen, dass die Uhr in der Küche stehengeblieben ist. Deshalb will er sie aufziehen und dreht dabei mit solch rabiater Gewalt, bis die Feder bricht. Mit Messer und Gabel öffnet er die Uhr, jedoch misslingen sämtliche Reparaturversuche, weshalb er sie wieder zusammenbaut und auf den Schrank zurückstellt. Nun wird es Zeit für etwas Frühsport, weshalb er eine entsprechende Schallplatte aus dem Schrank holt und auf das Grammophon legt. Doch was er da hört, gefällt ihm gar nicht, weshalb er sich auch nicht danach richtet. Als er sich doch durchringt, die Gymnastik mitzumachen, geht es ihm zu schnell, weshalb er am Grammophon die langsamere Geschwindigkeit einstellt. In dem Moment kommt sein stark kurzsichtiger Nachbar Barry Derrill in die Küche, um mit ihm den Prolog für ein Singspiel zu üben, welches sie demnächst im Rathaus vortragen sollen. Doch vorher muss er sich noch einen Vortrag Darrys anhören, wie wichtig Bewegung am frühen Morgen ist. Jetzt bewegen sich beide zu den Anordnungen der Schallplatte, die von Barry akkurat ausgeführt werden, wozu aber Darry nicht in der Lage ist, obwohl der immer das Gegenteil behauptet.
Die Probe scheitert bereits fast daran, dass sich beide nicht einigen können, wie sie auf die Bühne gehen wollen. Doch dann geht es richtig los, Darry spielt Akkordeon, Barry auf seiner Mandoline und beide singen dazu einen leicht frivolen Text. Nachdem es hierbei keine Probleme gibt, treten diese aber bereits wieder auf, als Darry sein Instrument wieder einpacken will, welches sich aber dagegen wehrt. Er erklärt seinem Nachbarn, dass er sich jetzt um den Haushalt kümmern muss, da er mit seiner Frau die Rollen getauscht hat. Aber bereits das Umbinden der Schürze bereitet große Schwierigkeiten. Nun will er den Abwasch erledigen, was ihn erneut vor große Probleme stellt. Als er dann endlich den ersten Teller abwaschen will, verbrüht er sich die Hand im Wasser und schmeißt vor Schreck den Teller weg, so dass der zu Bruch geht. Dann kommt er auf die Idee, kaltes Wasser nachzufüllen, stellt die Schüssel unter das laufende, kalte Wasser, unterhält sich dabei mir Barry, während die Schüssel überläuft. Natürlich will Barry beim Abwasch mithelfen, doch nur mit einer Einladung und dann holt er sich ein Geschirrhandtuch. Doch erst soll Barry noch die Uhr aufziehen, damit Darry anschließend sagen kann, dass der die Uhr kaputt gemacht hat. Als der Plan aufgegangen ist, können beide mit dem Abwasch fortfahren, was aber wieder mit einer zerschlagenen Kaffeekanne endet.
Dann geht Darry in den Kartoffelkeller und kommt, da er hingefallen und mit der Nase auf den Beton aufgeschlagen ist, mit einer blutenden Nase zurück. Nun soll Barry etwas holen, um das Blut zu stillen. Bei der Suche im Küchenschrank geht dieser zum Teil zu Bruch. Dann soll er den Schlüssel für den Schuppen holen, der hinter dem Kaminsims hängt, was er auch gleich macht. Doch da er keinen Lichtschalter findet, erklärt ihm Darry noch einmal den genauen Weg. Als Barry das nächste Mal bei ihm eintrifft, hat er fast einen Finger weniger, da auf dem Kaminsims, auf dem er sich vortastete, Darrys Rasierklingen lose herumlagen. Den Rest der Verwundung erledigt Derry, als er Barrys Wunde verbinden soll, nun kann er auch nicht mehr Mandoline spielen. Dafür nutzen beide die Zeit, um sich gegenseitig die Schmerzen kundzutun.
Dabei fällt Darry ein, dass Barry nach der Kuh vor dem Haus sehen soll, oder ob sie bereits weggelaufen ist. Sie ist noch da, ist Barrys Nachricht und erhält dann den Auftrag, die Küche auszufegen, wobei zwei Fensterscheiben zu Bruch gehen. Damit die Kuh überwacht werden kann, bindet ihr Darry einen Strick um den Hals, lässt das andere Ende durch den Schornstein in die Küche hinab und bindet es an einem Stuhl fest. So kann man immer sehen, wenn sich die Kuh zu weit vom Haus entfernt. Da es bereits nach 10:00 Uhr ist, wird es Zeit, die Küche aufzuräumen, bevor Lizzi wieder zurück ist. Da es aber zu dunkel ist, will Darry das Licht einschalten, was aber nicht funktioniert. Nach seiner Theorie, kann es nur am Zähler liegen, der mit Gerümpel verstellt ist, welches er erst einmal großflächig in der Küche verteilt. Die Überprüfung der Sicherung ergab aber keine Beanstandung, also kann es nur noch an der Glühlampe liegen. Er findet eine, stellt aber fest, dass die Lampenfassung viel zu hoch hängt. Nach mehreren Versuchen, erst mit einem Hocker, dann zusätzlich mit einer Fußbank und zudem mit einem Tisch, die alle wackeln und sich erst weit neben der Lampenfassung befinden, kommt er an die Lampe heran. Aber außer dem elektrischen Schlag, den er bekommt, passiert nicht viel mehr.
Da es aber ohne Licht nicht geht, will er nun Petroleumlampen nehmen, doch die müssen erst mit Öl befüllt werden. Während Barry noch weitere Lampen aus dem Schuppen holen soll, sucht Darry im Keller nach dem Öl. In der Dunkelheit geht der Verschluss des Ölfasses verloren und er kann das unkontrollierte Auslaufen nur verhindern, indem er seinen Daumen hineinsteckt, der sich natürlich so verklemmt, dass er in nicht mehr herausbekommt. Dabei hört er den Lärm aus dem Schuppen, der nur entstehen kann, wenn alle Regale mit Inhalt umfallen. Es klärt sich dann auch auf, dass Barry an den Regalen hochklettern wollte, weshalb sie dann umfielen und ihn unter sich begruben, wobei er auch noch seine Brille verlor. Als wenn das alles noch nicht reicht, merken sie, dass die Kuh sich vom Haus entfernt. Darry will sie festhalten, doch sie ist stärker und zieht ihn in den Schornstein. Plötzlich fällt er wieder herunter und landet mit dem Hintern auf der offenen Feuerstelle. Das konnte nur passieren, weil seine Frau zurückgekommen ist und den Strick von der Kuh losgebunden hat. Deshalb fragt Barry zum Schluss auch seine Frau, während aus dem Keller Qualm in die Küche dringt, warum sie nie etwas richtig macht, denn nach seiner Ansicht trägt sie allein die Schuld an dem ganzen Chaos.

## Textausgaben
- Seán O’Casey: Five Irish Plays. Juno and the Paycock; The Shadow of a Gunman; The Plough and the Stars; The End of the Beginning. Macmillan, London, 1935.
- Seán O’Casey: Collected plays: Vol. 1: Juno and the Paycock; The Shadow of a Gunman; The Plough and the Stars; The End of the Beginning. Macmillan, London 1957.
- Spectaculum. 25. Band 1: Tritte; Die Gewehre der Frau Carrar; Der Privatsekretär; Sobald fünf Jahre vergehen; Himmelwärts; Das Ende vom Anfang; Helden. Suhrkamp, Frankfurt a. M. ISBN 3-518-09088-7.

## Adaptionen

### Film
- 1947: The End of the Beginning, TV-Movie, BBC, Drehbuch Seán O’Casey
- 1991: Das Ende vom Anfang (Theateraufzeichnung)

### Hörspiel
- 1983: Das Ende vom Anfang; Übersetzung von Maik Hamburger und Adolf Dresen, Rundfunk der DDR, Regie: Horst Liepach